# Скуппернонг
Скупперно́нг (англ. Scuppernong) — американский белый сорт мускатного винограда (Vitis rotundifolia), используемый для производства белого вина.
Виноградный сорт культивируется в основном в Северной Каролине, но также в Теннесси, Джорджии и на севере Виргинии.
Обычно он зеленоватого или бронзового цвета и похож по внешнему виду и текстуре на белый виноград, но более округлый и крупный, также известен как «большой белый виноград».

## История
Название происходит от реки Скуппернонг в Северной Каролине, протекающей в основном вдоль прибрежной равнины. Впервые он был упомянут как «белый виноград» в письменном журнале флорентийского исследователя Джованни да Верраццано во время исследования долины реки Кейп-Фир в 1524 году. Он написал: «...Там естественным образом растет много виноградных лоз...». 
Впервые виноград был выращен в 17 веке в округе Тирелл, Северная Каролина. Исаак Александер нашёл его во время охоты на берегах ручья, впадающего в озеро Скуппернонг в 1755 году; он упоминается в официальном тосте штата Северная Каролина.  Название отсылает к алгонкинскому слову ascopo, означающему «сладкое лавровое дерево».

## Выращивание
Плоды растут там, где температура редко опускается ниже 10°F (—12°C). Виноград созревает в конце лета и собирается в августе — сентябре. Одним из побочных эффектов толстой кожицы винограда Скуппернонг является то, что она значительно замедляет процессы созревания винограда. Поэтому виноделы обычно добавляют сахар в сок винограда для достижения приемлемого уровня потенциального алкоголя.

## Вино

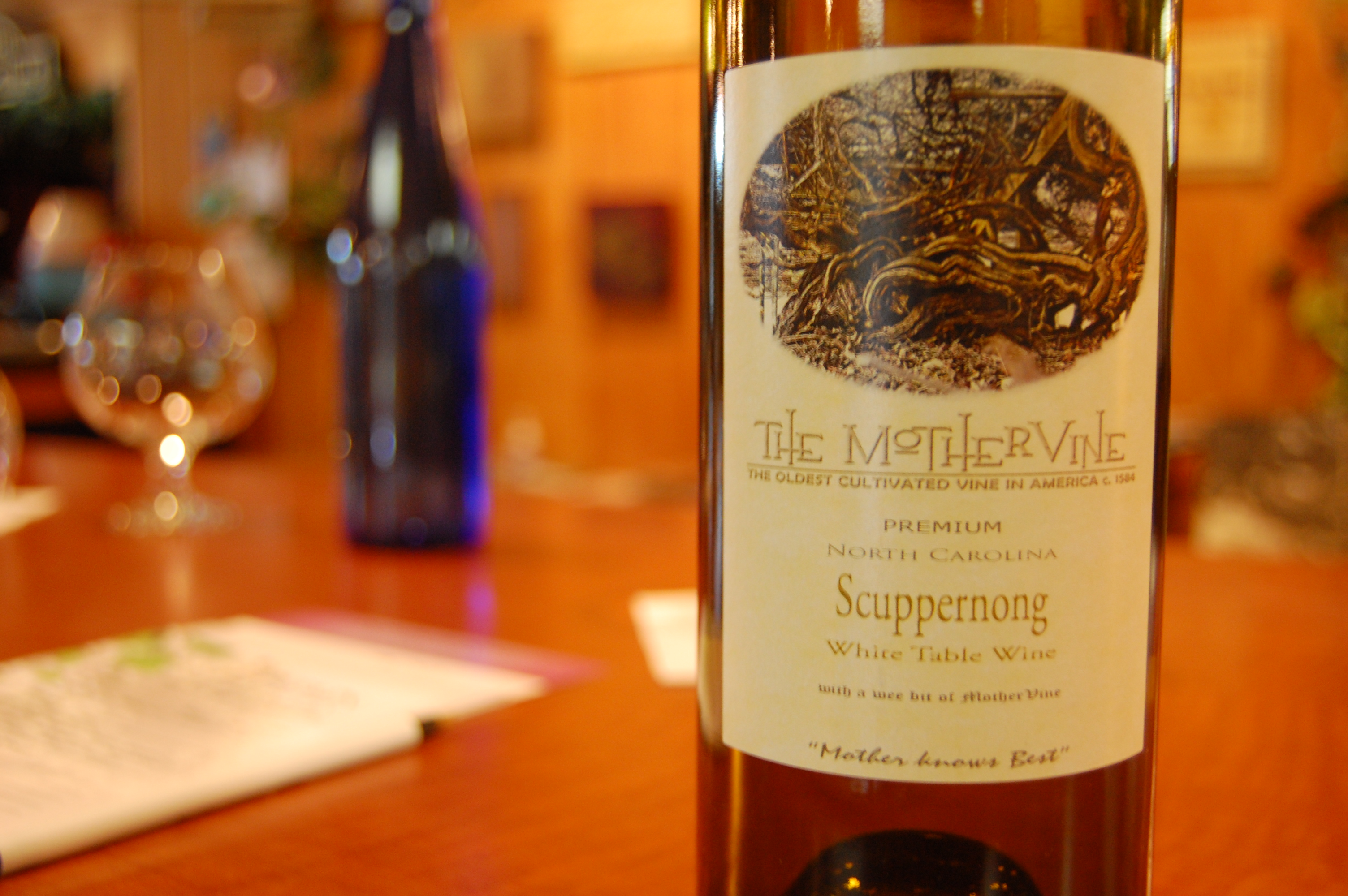
Вино «Скуппернонг»

Возможно самой старой культивируемой виноградной лозой в мире является «Материнская лоза», находящаяся на острове Роанок, Северная Каролина.
Крепость вина из сорта Скуппернонг составляет 10—12 градусов. Вина этого сорта также обладают диким, мускусным вкусом.